# Andrei Blaier
Andrei Blaier (* 16. Mai 1933 in Bukarest; † 1. Dezember 2011 ebenda) war ein rumänischer Filmregisseur und Drehbuchautor.

## Leben
Andrei Blaier schloss 1956 sein Studium an der Nationaluniversität der Theater- und Filmkunst „Ion Luca Caragiale“ ab. Anschließend begann er sich als Filmregisseur für Dokumentar- und Spielfilme zu etablieren. Mehrere seiner Werke liefen auf internationalen Filmfestivals und einige von ihnen wurden ausgezeichnet.
Am 1. Dezember 2011 verstarb Blaier im Alter von 78 Jahren in seinem Haus in Bukarest nach langer Krankheit. Nur wenige Monate vor seinem Tod wurde durch den Nationalen Rat für das Studium der Archive der Securitate bekannt, dass Blaier vom ehemaligen rumänischen Geheimdienst Securitate als Informant angeworben wurde und mehrere Verurteilungen und Untersuchungen von Filmschaffenden durch Blaier vollstreckt bzw. eingeleitet wurden.

## Filmografie (Auswahl)
- 1963: Er war mein Freund (A fost prietenul meu)
- 1967: Die Morgenstunde eines braven Jungen (Diminețile unui băiat cuminte)
- 1969: Zugvögel (Apoi s-a născut legenda)
- 1972: Der verlorene Wald (Pădurea pierdută)
- 1976: Prin cenușa imperiului
- 1977: Die Heimsuchung (Urgia)
- 1982: Alles für das Fußballspiel (Totul pentru fotbal)
- 1984: In letzter Minute (Fapt divers)